# Antonius Cornelis Blom
Antonius Cornelis Blom (Amsterdam, 6 oktober 1909 – 26 januari 1983) was een Nederlands politicus van de KVP.
Hij was waarnemend gemeentesecretaris in Uithoorn en werd in 1946 burgemeester van de gemeente Vinkeveen en Waverveen. In 1967 kwam hij in opspraak toen bekend werd dat er door die gemeente veelvuldig bewust verkeerde informatie verstrekt was om toch bouwvergunningen te mogen afgeven. Er werd een strafrechtelijk onderzoek naar hem ingesteld waarop hij op 1 december 1967 ontslag aanvroeg. Later zag de officier van justitie af van vervolging omdat hij door het oneervol ontslag al gestraft was. In 1983 overleed Blom op 73-jarige leeftijd.